# Colada de lava

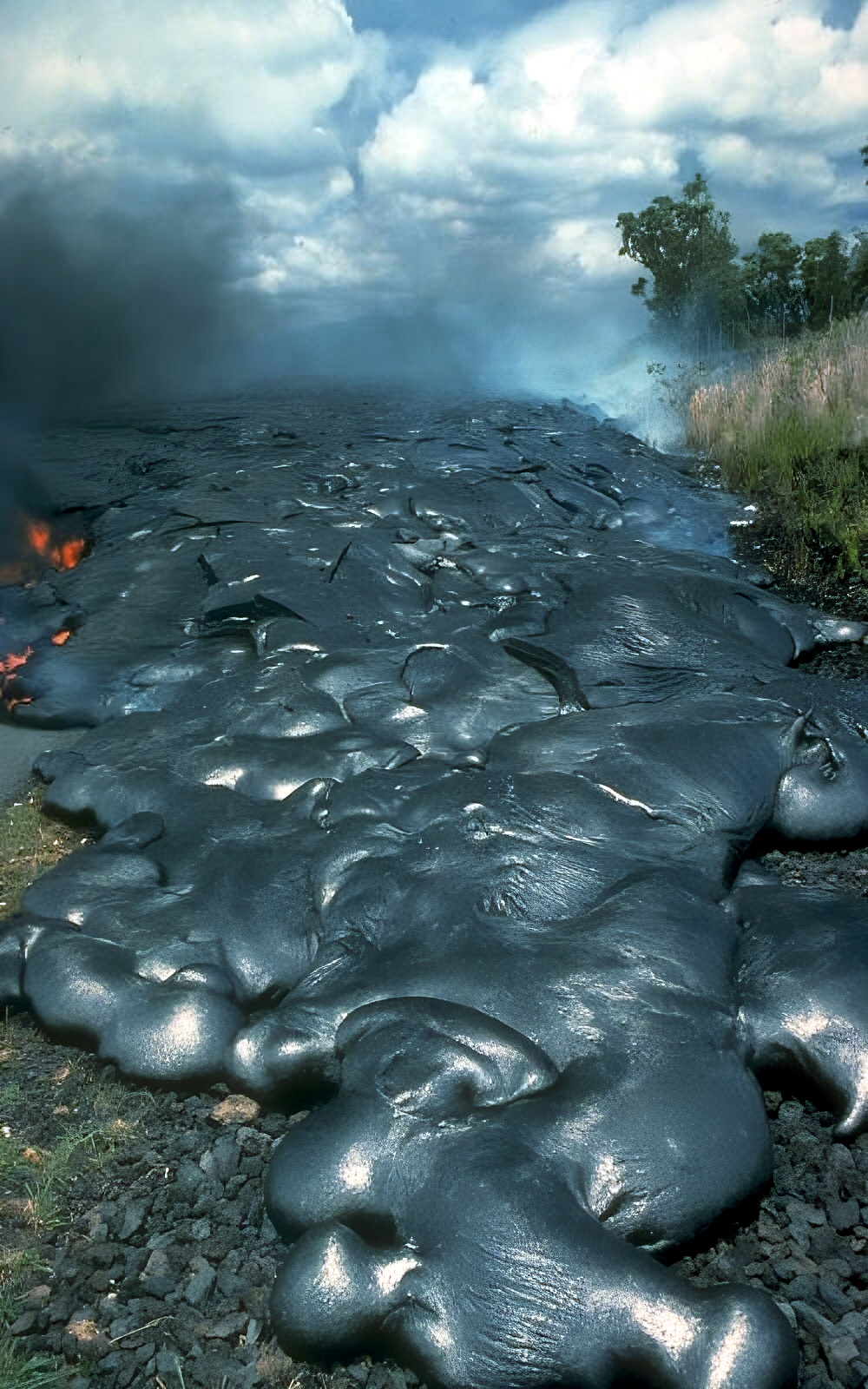
Colada pahoehoe avanzando por una carretera en Kalapana.

En vulcanología, una colada de lava es un manto de lava fluida, emitido por un volcán durante sus erupciones. 
Una colada lineal desciende a lo largo de la pendiente de la ladera que parte del cono del volcán. En aquellos cuyas erupciones se efectúan por fisuras, el derrame de magma puede formar extensos campos o mantos de lava. Las lavas muy ricas en escorias adquieren, al solidificarse, un aspecto rugoso. Cuando la erosión rebaja profundamente el terreno circundante, una colada de lava forma una mesa.

## Tipos de coladas
Las cuatro formas principales que toman los flujos de lava son: aa o escoriácea, pahoehoe o cordada, coladas en bloque y lava almohadillada.

### Coladas en bloques
Se producen en magmas más ácidos que fluyen por la superficie, lo que le confiere su textura en bloques. Son largas y están compuestas por bloques irregulares sin apariencia escoriforme. Son típicas de las lavas silíceas.

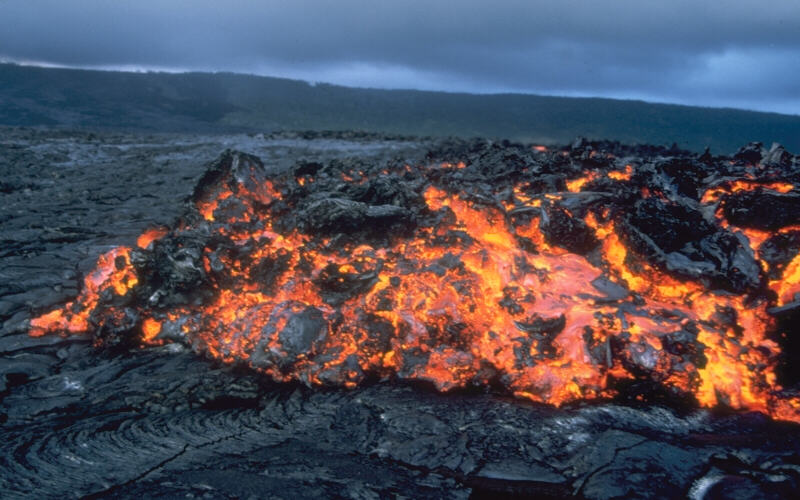
Colada aa avanzando sobre lava pahoehoe en el Kīlauea, en Hawái.

### AA
(Del hawaiano 'A'ā, que significa «pedregosa con lava áspera», pero también «quemar» o «fuego») es uno de los tres tipos básicos de lava fluida. Las lavas aa están caracterizadas por su superficie plana, irregular, resultante de la pérdida rápida de gases. Está compuesta por bloques de lava fragmentados designados clínker. Es un tipo de lava basáltica que tiene una superficie de bloques ásperos y desiguales, y rugosidades. Las coladas de lava aa avanzan lentamente a una velocidad de 5 a 50 metros por hora, valor escaso que contribuye a su aspecto caótico: a tan escasa velocidad, la superficie se enfría parcialmente y,  al ser empujada por la lava aún candente que tiene debajo, se agrieta y deforma. Su superficie fría y fragmentada se debe a la salida de gases, que producen numerosos poros y vesículas.
La superficie de una colada de lava aa es suelta, fragmentada y rugosa, con forma de sierra, lo que hace difícil caminar sobre ella cuando está solidificada. La superficie de clínker cubre un núcleo macizo de la colada que fue la zona más activa durante el movimiento de la colada. En el frente de las coladas de tipo aa los fragmentos se enfrían, se hunden en dirección a la base y son cubiertos por la colada que avanza. Esto lleva a la formación de dos capas de fragmentos solidificados: una de base y otra en la ruta de la colada. En las coladas aa es común que haya bolas de lava acumulada de hasta 3 m. Las lavas de tipo aa son generalmente más viscosas que las de tipo pāhoehoe, las cuales se pueden convertir en aa si el flujo de lava se vuelve turbulento debido a la presencia de obstáculos en el terreno.

### Pahoehoe

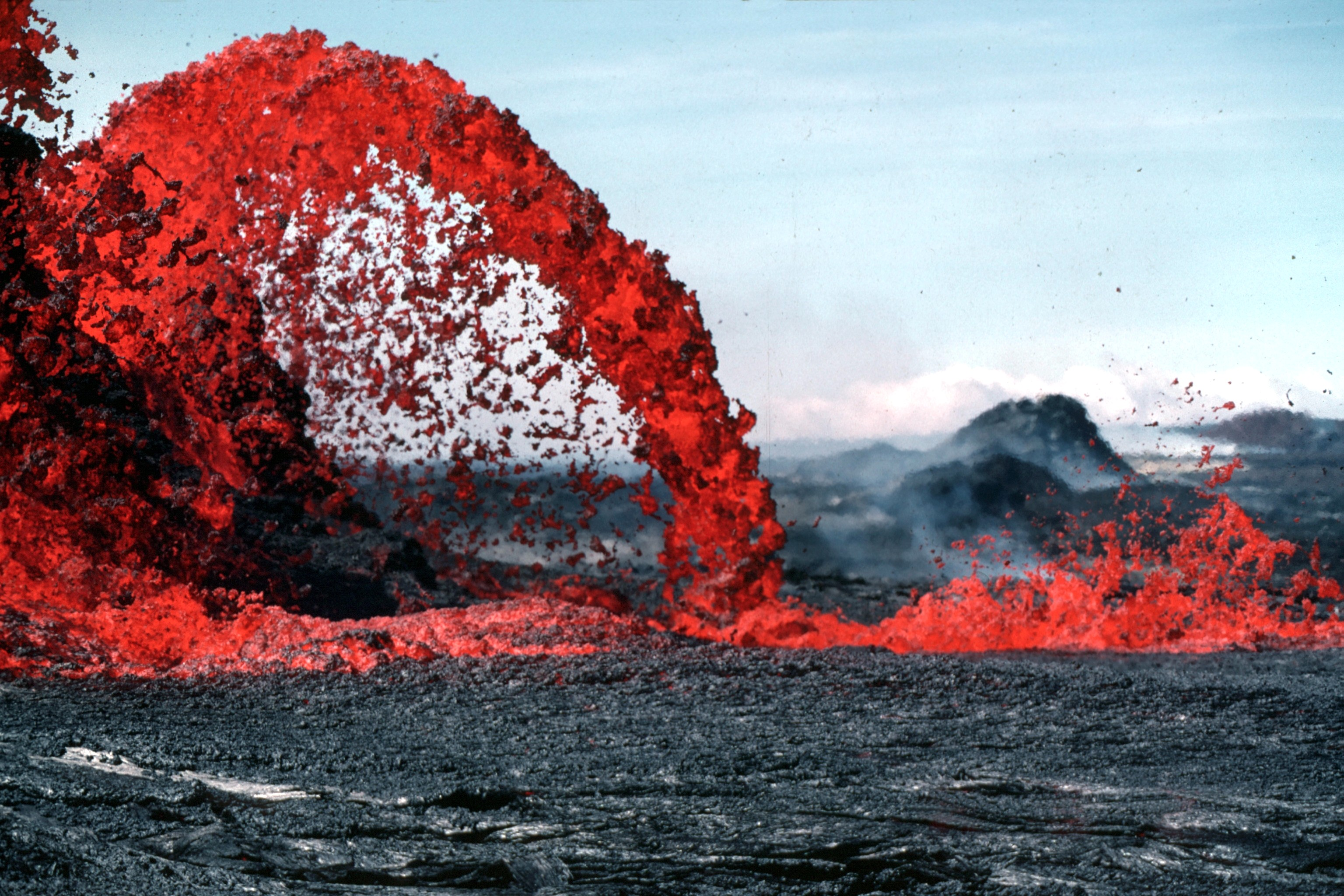
Fuente de lava de 10 m de altura, Hawái, Estados Unidos.

Las pahoehoe (del hawaiano pāhoehoe, que significa «suave») o encordada son generalmente coladas de lavas basálticas. Presenta rugosidades que se asemejan a cuerdas, lo que le da el nombre de lava cordada; también se las llama lavas en tripa, aunque posiblemente sea el término hawaiano pāhoehoe el que más se usa en su nomenclatura internacionalmente. Su superficie una vez solidificada es ondulada, encordonada e incluso lisa. Estas superficies se deben al movimiento muy fluido de la lava bajo una corteza que se va coagulando. Las coladas de este tipo avanzan como una serie de pequeños lóbulos y dedos que rompen continuamente la superficie enfriada. También forma tubos de lava, donde la pequeña pérdida de calor mantiene su viscosidad baja. La textura de la superficie de las coladas de tipo pahoehoe es muy variable, presentando varias formas a menudo descritas como esculturas de lava. Según se alejan del origen, las coladas pāhoehoe pueden pasar a ser 'a'ā por una pérdida de calor y su consecuente aumento de viscosidad. La textura redondeada hace a la pāhoehoe un mal reflector del radar y es difícil de ver desde un satélite orbital.

### Lava almohadillada

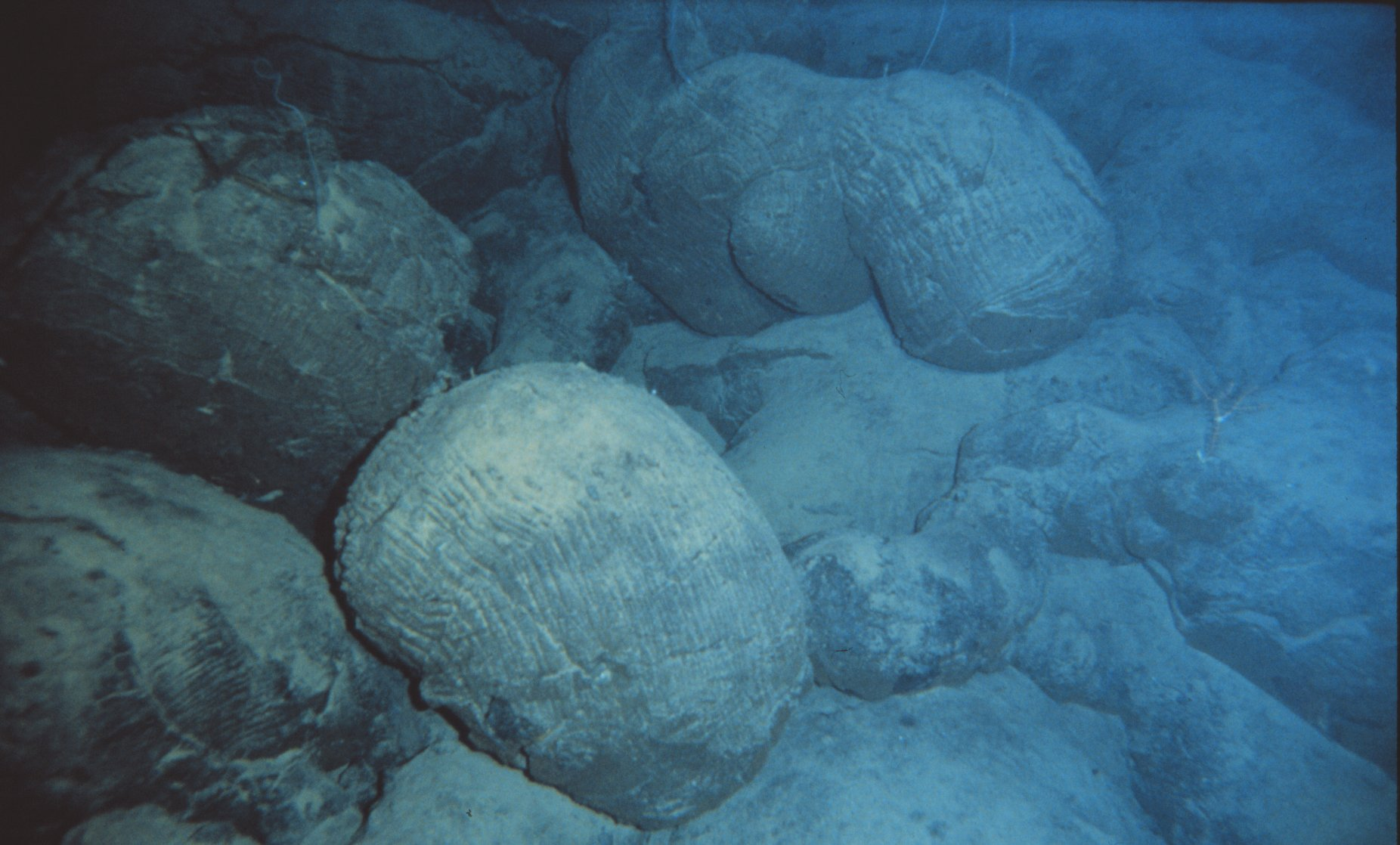
Lava almohadillada.

Son lavas basálticas solidificadas en un ambiente subacuático. Tienen una apariencia que se asemeja a almohadas apiladas. Esta denominación se debe a su sección aproximadamente esférica, semejante a almohadas. Las lavas en almohadilla se forman en las profundidades marinas, pero también cuando las lavas subaéreas que se deslizan por las vertientes entran en contacto con el mar, ríos o lagos. La lava viscosa obtiene una corteza sólida de forma inmediata al entrar en contacto con el agua; la corteza se rompe y rezuma más almohadas según llega más lava de la colada. Las superficies vítreas de estas lavas no son lisas; presentan grietas, arrugamientos y estrías lineares, muchas de las cuales se cortan en ángulo recto. Las lavas en almohada pueden encontrarse con una enorme variedad de formas, incluyendo bulbosas, esféricas, achatadas, alargadas y tubulares, variando su diámetro de varias decenas de centímetros a varias decenas de metros. No obstante, su tamaño típico va de 0,5 a 1 metro. El interior de las lavas en almohada se enfría más lentamente que la cobertura exterior vítrea y por ello es más cristalino. La cristalización de tasas de crecimiento progresivamente más lentas en dirección al interior produce una considerable variedad de texturas en las rocas.
La mayor parte de la emisión de lavas en el planeta Tierra se produce por vulcanismo fisural en las dorsales mediooceánicas, el cual produce precisamente lavas almohadilladas, que forman así la capa más superficial, basáltica, de la corteza oceánica.